# 拉夫伯勒 (密蘇里州)
拉夫伯勒（英語：Loughboro）是位於美國密蘇里州聖弗朗索瓦縣的非建制地區。

## 歷史
拉夫伯勒的郵局於1870年設立，其後於1904年停運。

## 地理
拉夫伯勒所處的海拔為高於海平面285米（即935英呎），而該地所採用的時區為UTC-6，即北美中部時區（CST）。同時該地設有夏令時間，為UTC-6調快一小時，即UTC-5（CDT）。